# 나치 독일의 종교
나치 독일 시대 당시 독일 기독교는 크게 찬성파와 반대파로 나뉘었다.

## 나치 찬성파 교회
나치 독일 당시 대다수의 교회들은 교파를 떠나, 나치에 대해 지지하거나 침묵을 지키는 과오를 범하였다. 이 때문에, 가톨릭 교회의 경우 1962년 제2차 바티칸 공의회 이후 칼 라너 등의 일부 신학자들이 과거사 반성을 요구하기도 하였다. 개신교에서도 "하나님이 영적인 구원을 위해서 예수를 보내셨듯이, 독일을 구원하기 위해서 히틀러를 보내셨다"라고 주장할 정도로 나치에 대해서도 우호적이었다.

## 나치 반대파
개신교 나치 반대파들은 고백교회를 통해 나치에 저항하였다. 하지만 고백교회는 내부적으로 완전히 일치된 반나치 저항운동은 아니었다. 이들은 성육신한 말씀인 예수 그리스도 외에는 어느 누구에게도 굴복할 수 없다는 바르멘 선언을 하였으며, 독일 개신교를 통합하려는 히틀러의 종교정책에 반기를 들었다. 하지만 나치에 반대한 성직자들은 죽거나 투옥되고 자격을 상실당했다. 고백교회의 두 번째 예비운영부(preliminary church executive)의 사무장이자 법률 고문이었던 프리드리히 바이슬러 박사는 작센하우젠 수용소에서 처형 당했으며,  로마 가톨릭 주교가 고문으로 장애인이 되고, 개신교 신학자들은 신학생들을 가르칠 수 없게 되어, 미국으로 망명할 정도로 혹독한 탄압을 당했다. 루터교회 신학자 폴 틸리히의 경우 신학자로서의 자격을 박탈당하자 미국으로 망명해야 했다.

## 같이 보기
- 기독교 정체성
- 기독교 파시즘
- 교권 파시즘
- 고백교회
- 독일의 극우 정치
- 유럽의 파시즘
- 게르만 기독교인
- 적극적 기독교
- 인종국민주의
- 독일의 종교
- 아돌프 히틀러의 종교관